# NGC 649
NGC 649 је спирална галаксија у сазвежђу Кит која се налази на NGC листи објеката дубоког неба.
Деклинација објекта је - 9° 16' 18" а ректасцензија 1h 40m 7,5s. Привидна величина (магнитуда) објекта NGC 649 износи 14,3 а фотографска магнитуда 15,2. NGC 649 је још познат и под ознакама MCG -2-5-34, PGC 6169.